# سانتو دومينغو دي لاس بوساداس
بلدية سانتو دومينغو دي لاس بوساداس (بالإسبانية: Santo Domingo de las Posadas) هي بلدية تقع في مقاطعة آبلة التابعة لمنطقة قشتالة وليون وسط إسبانيا.

## الديموغرافيا
بلغ عدد سكان بلدية سانتو دومينغو دي لاس بوساداس 105 نسمة عام 2011 (وفقاً للمعهد الوطني للإحصاء الإسباني).
| 101 | 91 | 90 | 100 | 91 | 78 | 105 |